# 뢴트겐 (단위)
뢴트겐(roentgen, röntgen, 기호 R)은 X선과 감마선과 같은 전리방사선의 단위이다. 뢴트겐이라는 이름은 독일 과학자 빌헬름 콘라트 뢴트겐의 이름을 따서 지어졌다. 1928년에 정의된 바에 따르면, 1R은 표준상태의 1cm³의 공기에서 1스트라토쿨롱의 양전하와 음전하를 전리시키기 위해서 필요한 방사선의 양이다. 이는 약 2.08×109 쌍의 이온이 생성되는 것에 해당한다.
2006년에, 뢴트겐은 SI 단위계에 포함되었으나 이 값은 원래 정의 대신 전하를 단위 질량으로 나눈 값으로 표현되었다. 현재, 미국표준과학기술원에서는 뢴트겐 단위의 사용을 권장하지 않는다.

## 설명
뢴트겐은 X선이나 감마선의 단위를 나타내는 데 사용된다. 방사능이 생물체에 영향을 주는 정도를 측정하기 위해서 뢴트겐 값에 'Q값'(방사선의 종류에 따라 다름))을 곱한 렘이라는 단위도 사용된다. 렘 단위는 현재는 시버트로 대체되었다.

## 변환
SI단위계에서 1R = 2.58×10−4 C/kg이다.(1esu ≈ 3.33564×10−10 C 이고 일반적인 공기의 밀도는 ~1.293 kg/m³라 가정).

## 강도

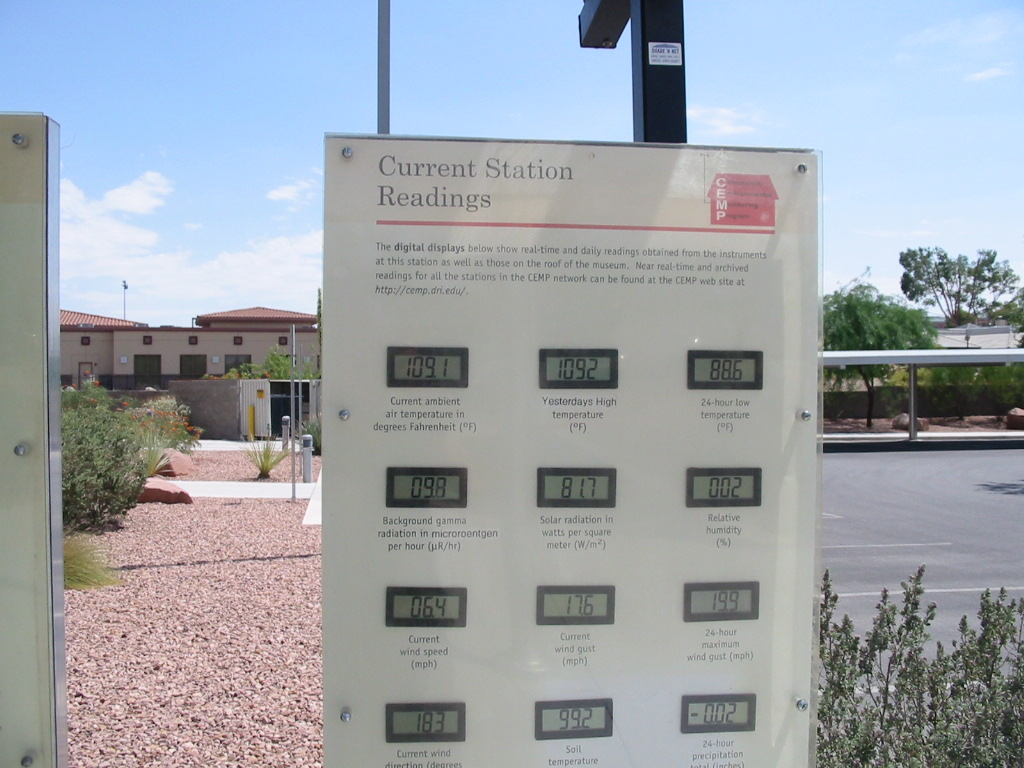
밖의 기상 관측 장비이다. 자연적인 감마선의 양이 현재 9.8 μR/h (1년에 약 86 mR)—임을 나타내고 있다..

약 5시간 이상 500R이상의 방사선에 노출되면 사람은 죽을 수 있다.
일반적으로 사람은 1년에 약 200mR, 1시간에 약 23 μR의 방사선을 자연에서 받고 있다.

## 같이 보기
- 빌헬름 콘라트 뢴트겐
- 라드 (단위) — cgs단위계의 흡수선량
- 그레이 — SI단위계의 흡수선량